# Аллычай
Аллычай (азерб. Allı çayı) — река в Азербайджане, правая составляющая Куручая. Протекает по территории Ходжавендского района.

## География
Длина реки Аллычай составляет 25 км, площадь бассейна — 121 км². Река берёт начало на горе Бёюк-Кирс, на высоте 2280 м. Река в основном питается дождевыми водами, вода реки используется в орошении. В нижнем течении Аллычай называется Игях.